# Michael Blumlein
Michael Blumlein (n. 28 iunie 1948, California, SUA – d. 24 octombrie 2019) a fost un scriitor de ficțiune și medic.

## Biografie
Cele mai multe din scrierile sale se încadrează la limita genurilor science fiction, fantasy și horror. A fost nominalizat pentru Premiul World Fantasy și Bram Stoker. Povestirile sale au fost colectate în antologii și publicate în Interzone, Flurb, The Magazine of Fantasy & Science Fiction etc.

## Lucrări

### Romane
- The Movement of Mountains (1989)
- X,Y (1993)
- The Healer (2005)

### Colecții de povestiri
- The Brains of Rats (1988)